# Винтерс, Фредерик
Фредери́к Ви́нтерс (англ. Frederick Winters; род. 25 сентября 1982, Виктория, Британская Колумбия) — канадский волейболист-доигровщик. Рост 198 см.
Играл за клубы:
- Université de Pepperdine (молодёжный уровень, 2001—2004)
- Stade poitevin[фр.] (2004—2005)
- Hypo Tirol[нем.] (2005—2006)
- Lig Gumi (2006—2007)
- Sisley[итал.] (2007)
- Ярославич (2007—2009)
- Halkbank (2009—2010)
- Friedrichshafen (2010—2011)
- Ярославич (с 2011)

Игрок  сборной Канады.
Достижения: чемпион Австрии (2006), Италии (2007), Германии (2011).